# دهن التمساح
زيت التمساح هو مادة دهنية مشتقة من أجسام عائلة التمساح من الزواحف. منذ بداية زراعة التمساح التجاري في الولايات المتحدة وأستراليا وجنوب إفريقيا وجنوب شرق آسيا ، أصبحت دهون التمساح منتجًا تجاريًا يمكن استخدامه بعدد من الطرق، بما في ذلك الطب وكمواد وسيطة للديزل حيوي.

## استخدام الطاقة
حُدد دهون التمساح مؤخرًا كمصدر لإنتاج وقود الديزل الحيوي. في كل عام، يتم التخلص من نحو 15 مليون رطل من دهن التمساح في مدافن النفايات كمنتج ثانوي للنفايات من صناعة اللحوم والجلد. أظهرت الدراسات أن وقود الديزل الحيوي المنتج من دهن التمساح مشابه في تكوينه لوقود الديزل الحيوي الناتج من فول الصويا، وأرخص في التكرير لأنه منتج أساسي في المقام الأول. يمكن استخدام الديزل الحيوي المصنوع من دهن التمساح من قبل السيارات.
نُشر بحث في مجلة بحوث كيمياء الهندسة الصناعية. أظهر المؤلفون أن استعادة الدهون من الأنسجة الدهنية التمساحية قد دُرست عن طريق استخلاص المذيبات وكذلك عن طريق تقديم الميكروويف. أدى تقديم الميكروويف إلى استعادة النفط بنسبة 61٪ بالوزن من الأنسجة الدهنية المجمدة التي تحصل عليها من المنتجين. أظهر ملف الأحماض الدهنية للدهون أن حمض النخيل (C16: 0) ، وحمض البالميتولييك (C16: 1) ، وحمض الزيت (C18: 1) كانت الأحماض الدهنية السائدة تمثل 89-92 ٪ من جميع الدهون بالكتلة؛ 30٪ من الأحماض الدهنية كانت مشبعة و70٪ غير مشبعة.عُثِر على وقود الديزل الحيوي المنتج من زيت التمساح لتلبية مواصفات ASTM للديزل الحيوي فيما يتعلق باللزوجة الحركية ، والكبريت ، والجليسرين الحر والكامل، ونقطة الوميض، ونقطة الغيوم، ورقم الحمض.
وقدر رئيس فريق البحث براهال باجباي وطاقمه أن مزرعة التماسيح الكبيرة ستنتج وقودًا حيويًا مصنوعًا من دهون التماسيح بسعر 2.51 دولارًا للغالون، باستثناء تكلفة الدهون والنقل. من المفترض أن تكون التكلفة الأخيرة 0 دولار، لأنها منتج نفايات على أي حال. مثل هذا السعر سيجعلها قادرة على المنافسة مع الديزل المشتق من النفط.

## المنتجات التجارية
اُستخدم دهن التمساح في العديد من الثقافات التقليدية كدواء.
تُباع المستحضرات والمنتجات الأخرى المشتقة من دهون التمساح على الإنترنت.